# Parafia św. Jadwigi w Radoszowach
Parafia świętej Jadwigi w Radoszowach – parafia rzymskokatolicka, znajdująca się w diecezji opolskiej, w dekanacie Gościęcin.